# Thea Sybesma
Thea Sybesma (Idskenhuizen, 18 november 1960) is een Nederlandse triatlete en duatlete, die woonachtig is te Heeze. Met duatlon is ze wereld-, Europees en Nederlands kampioene geweest en met triatlon is ze Europees en Nederlands kampioene geweest. Sybesma is getrouwd met de voormalig wielrenster Mieke Havik.

## Loopbaan
Sybesma was de eerste Nederlandse vrouw die de hele triatlon binnen negen uur wist te voltooien. Later kwam ook Katinka Wiltenburg onder deze grens, maar nog steeds is Sybesma's tijd de snelste op de lange afstand: 8:55.29 (Roth).
Thea Sybesma heeft driemaal Almere gewonnen: in 1990, 1991 en 1992. Ze won in 1993 de marathon van Apeldoorn in 2:46.14. In 2000 is er een prijs vernoemd naar haar, genaamd de Thea Sybesma Award.
Sybesma studeerde medicijnen en fysiotherapie aan de Universiteit Groningen. Ze werd in 1999 orthopedisch chirurg in het St. Anna Ziekenhuis in Geldrop.

## Titels
- Wereldkampioene duatlon op de korte afstand - 1990
- Europees kampioene triatlon op de lange afstand - 1991
- Europees kampioene triatlon op de olympische afstand - 1990
- Europees kampioene duatlon - 1990, 1991, 1992
- Nederlands kampioene triatlon op de lange afstand - 1990, 1991, 1992
- Nederlands kampioene triatlon op de olympische afstand - 1989, 1990, 1992
- Nederlands kampioene duatlon - 1991, 1992

## Persoonlijke records
| Onderdeel      | Prestatie | Datum           | Plaats    |
| -------------- | --------- | --------------- | --------- |
| halve marathon | 1:15.52   | 28 maart 1992   | Leek      |
| marathon       | 2:46.14   | 6 februari 1993 | Apeldoorn |

## Kampioenschappen

### triatlon
- 1988:  NK olympische afstand (Laren) - 2:12.01
- 1989:  NK olympische afstand (Spierdijk) - 2:15.25
- 1989:  NK lange afstand (Almere) - 9:37.06
- 1990:  NK lange afstand (Almere) - 9:20.35
- 1990:  EK middenafstand (Trier) - 4:33.02
- 1990:  NK olympische afstand (Veenendaal) - 2:03.04
- 1990:  EK olympische afstand (Linz) - 2:04.01
- 1990: 11e WK olympische afstand (Orlando) - 2:09.19
- 1991:  NK + EK lange afstand (Almere) - 9:18.04
- 1991: 4e EK olympische afstand (Genève) - 2:09.32
- 1991:  EK lange afstand (Almere) - 9:18.04
- 1992:  NK lange afstand (Almere) - 9:05.53
- 1992:  NK olympische afstand (Oisterwijk) - 2:00.10
- 1992:  EK middenafstand (Joroinen) - 4:09.03

### duatlon
- 1990:  EK duatlon (Zofingen) - 1:32.28
- 1990:  WK duatlon op de korte afstand (Cathedral City) - 2:58.13
- 1991:  NK duatlon (Nieuwegein) - 1:26.55
- 1991:  EK duatlon (Birmingham) - 1:29.59
- 1991:  WK duatlon op de korte afstand (Cathedral City) - 3:23.30
- 1992:  NK duatlon (Den Dungen) - 1:27.22
- 1992:  EK duatlon (Madrid) - 1:32.34

## Overige prestaties

### triatlon
- 1989:  triatlon van Veenendaal - 2:08.02
- 1990:  triatlon Stein
- 1991:  triatlon Stein
- 1991:  Ironman Europe in Roth - 8:55.29
- 1991: 4e Ironman Hawaï - 9:34.24
- 1992:  triatlon Stein
- 1992:  Ironman Europe in Roth
- 1992:  Ironman Hawaï - 9:26.57
- 1992:  triatlon Frankfurt
- 1993:  Ironman Australia
- 1993:  trialon van Nice - 6:49.33

### duatlon
- 1990:  Duathlon Palm Springs

### atletiek
- 1993:  marathon van Apeldoorn - 2:46.14

1990: Thea Sybesma ·
1991: Erin Baker ·
1992: Jenny Alcorn ·
1993: Carol Montgomery ·
1994: Irma Heeren ·
1995: Natascha Badmann ·
1996: Jackie Gallagher ·
1997: Irma Heeren ·
1998: Irma Heeren ·
1999: Jackie Gallagher ·
2000: Stephanie Forrester ·
2001: Erika Csomor ·
2002: Corine Raux ·
2003: Edwige Pitel ·
2004: Erika Csomor ·
2005: Michelle Dillon  ·
2006: Catriona Morrison ·
2007: Vanessa Fernandes ·
2008: Vanessa Fernandes ·
2009: Vendula Frintová ·
2010: Catriona Morrison ·
2011: Katie Hewison ·
2012: Felicity Sheedy-Ryan ·
2013: Ai Ueda ·
2014: Sandra Levenez ·
2015: Emma Pallant